# Neuronema irroratum
Neuronema irroratum is een insect uit de familie van de bruine gaasvliegen (Hemerobiidae), die tot de orde netvleugeligen (Neuroptera) behoort. 
Neuronema irroratum is voor het eerst wetenschappelijk beschreven door Kimmins in 1943.